# 청진광산금속대학
청진광산금속대학(淸津鑛山金屬大學)은 함경북도 청진시에 위치한 조선민주주의인민공화국의 대학이다. 함경북도 청진시 포항구역에 있는 고등교육기관. 광업과 금속부문 기술인재를 양성하는 기술대학이다. 1959년 1990년 10월 31일 광산금속대학으로 개칭하였다가 1997년에 다시 청진광산금속대학이 되었다. 지질, 광업, 석탄공업, 금속공업 부문의 기술인재를 양성하고 있으며 지질공학부, 광업공학부, 석탄공학부, 채굴기계공학부, 광산자동화학부, 금속공학부, 광물분석학부 등 학부가 설치되어있다.